# Прва државна штампарија у Србији
Државна штампарија (позната по првобитном називу Књажеско-србска књигопечатња или Типографија) основана је 2. јуна 1831. године у Београду. Сматра се за прву основану мануфуктуру и прво државно, односно јавно предузеће али и за једну од првих културних и технолошких установа у Кнежевини Србији. Била је пре свега државна штампарија Кнежевине Србије (1834-1882), покрајине у Османском царству, а потом и Краљевине Србије (1882-1918). Након Првог светског рата утопила се у државну штампарију Краљевине Југославије. 

## Рад штампарије
Основана је 2. јуна 1831. године, након одредба хатишерифа турског султана Махмуда II из 1830. године, када је Србија добила право да штампа књиге. Године 1835. из Београда је премештена у Крагујевац, а назив под којим је управљала био је Књажеско-србска књигопечатња. Њено име је неколико пута било мењано, да би на крају остало име Државна штампарија. Штампарија је била добро опремљена, радила је са три штампарске машине од ливеног гвожђа. Словоливци су пристигли из Беча и дуго радили на изливању ћириличних слова.
Штампано је све од уредби, закона, правилника, пасоша до црквених књига, а штампане су иностране књиге. Неке од првих градских и државних публикација били су изложени примерци књига, Новина србских, Сретењског устава, уредби, захвалница, календара.
Након што је отпочела са радом, издате су Новине србске под уредништвом Димитрија Давидовића, који је од сваког издања одвајао ткзв. посебни примерак и од тога формирао библиотеку.
Ова штампарија и данас је веома значајна за очување језика и културе. Сачуване су 33 књиге, али се верује да је штампано више.
Након Првог светског рата, штампарија је радила у старој згради у Поп Лукиној 14 и новој на Косанчићевом венцу. У рату је опљачкана, затим је добила машине и материјал из плена, али је такође набављан и нови материјал ради увећаног опсега рада у новој држави. Слава Државне штампарије био је дан св. Ћирила и Методија.

## Изложба „Књажеско-србска књигопечатња у Крагујевцу 1833-1835“
У галерији Народне библиотеке "Вук Караџић" , у Крагујевцу, 19. јуна 2018. године, отворена је изложба која је обележавала 200. годишњицу од проглашења Крагујевца за престоницу обновљене Србије. Изложба је носила назив „Књажеско-србска књигопечатња у Крагујевцу 1833-1835“ , а припремиле су је Гордана Вучковић и Татјана Јанковић, библиотекари Завичајног одељења и Одељења старе и ретке књиге. Изложба је обухватала и каталог који је говорио о раду прве српске штампарије.
"Где је штампарија - а некада су штампарије биле и издавачи - ту је и цензура:
* У Типографији су се књиге „печатале“ по неписаним правилима самог кнеза Милоша. Први акт којим се решава питање правописа је Уредба о цензури објављена у Крагујевцу 22. децембра 1832, а одштампана у Забавнику за 1833. годину. То није била, у правном смислу, законска регулатива већ више нека врста упутства (разуме се, обавезујућег) са побројаним цензорским правилима у осам тачака. По њој, било је забрањено у Типографији штампати књигу која би садржавала хуљење „против Божества“ и „против вероисповеданија христијанског“ или би ширила мисли „соблазнителне благонаравију“, „против Правитељства Србског и његови членова“ и „против Правитељства страни и њини чиновника“. Кнез Милош је, као противник новог, Вуковог правописа, у Уредби изричито забранио штампање књига у којима има „писмена љ, њ и ј по ортографији познатога спаситеља Вука Стефановића Караџића, или које су написане без малог и великог јера и без јери.“ (Део текста из каталога који је био део изложбе)